# ليستر موري
ليستر موري هينينغهام (بالإسبانية: Léster Moré)‏ (مواليد 13 سبتمبر 1978 في سيغو دي أفيلا) لاعب كرة قدم كوبي دولي يجيد اللعب في خط الهجوم . يلعب حاليا لصالح نادي لوس أنجيلوس أزول ليغيندز الأمريكي من سنة 2010 .

## روابط خارجية
- ليستر موري على موقع الاتحاد الدولي (مؤرشف)  (الإنجليزية)
- ليستر موري على موقع قاعدة بيانات كرة القدم.إي يو (الإنجليزية)
- ليستر موري على موقع ناشيونال فوتبول تيمز (الإنجليزية)